# Kazanlak (huyện)
Kazanlak là một huyện thuộc tỉnh Stara Zagora, Bungaria. Dân số thời điểm năm 2001 là 81536 người.